# Parascatopse flavitarsis
Parascatopse flavitarsis är en tvåvingeart som beskrevs av Haenni 2006. Parascatopse flavitarsis ingår i släktet Parascatopse och familjen dyngmyggor.
Artens utbredningsområde är Madagaskar. Inga underarter finns listade i Catalogue of Life.